# فردیناند ویکتور بلوندستون
فردیناند ویکتور بلوندستون (انگلیسی: Ferdinand Victor Blundstone) (زاده ۱۸۸۲ - درگذشت ۱۹۵۱)، مجسمه‌ساز متولد سوئیس، که در انگلستان مشغول به کار شد. پدر او چارلز بلوندستون، یک تاجر لاستیک هند بود که در منچستر متولد شد.
آثار بلندستون شامل پرتره و مجسمه است.

## نگارخانه

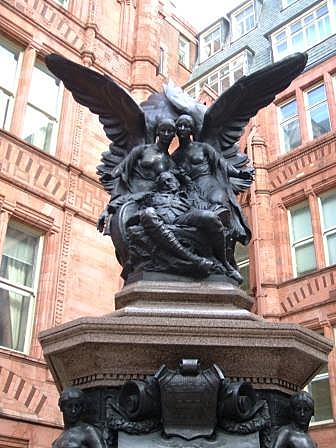
یادبود جنگ جهانی اول در هولبورن
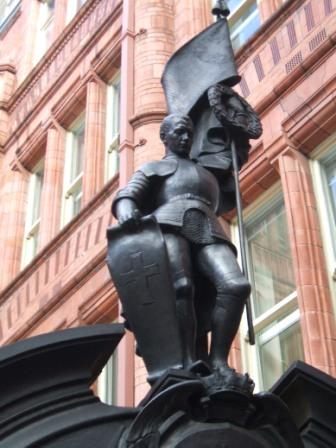
یادبود جنگ جهانی دوم در هولبورن
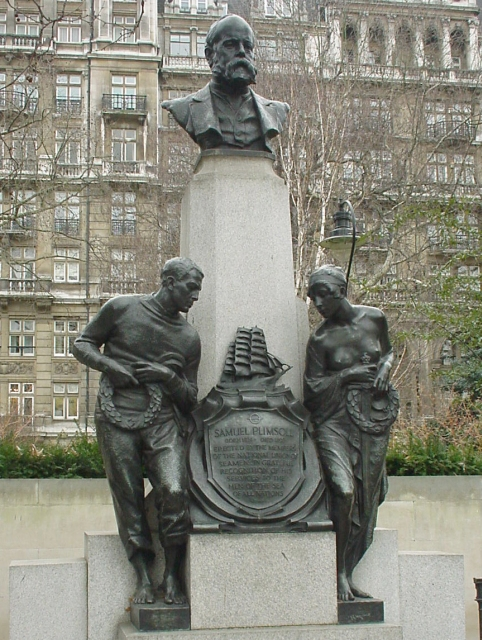
یادبود خط کفش راحتی
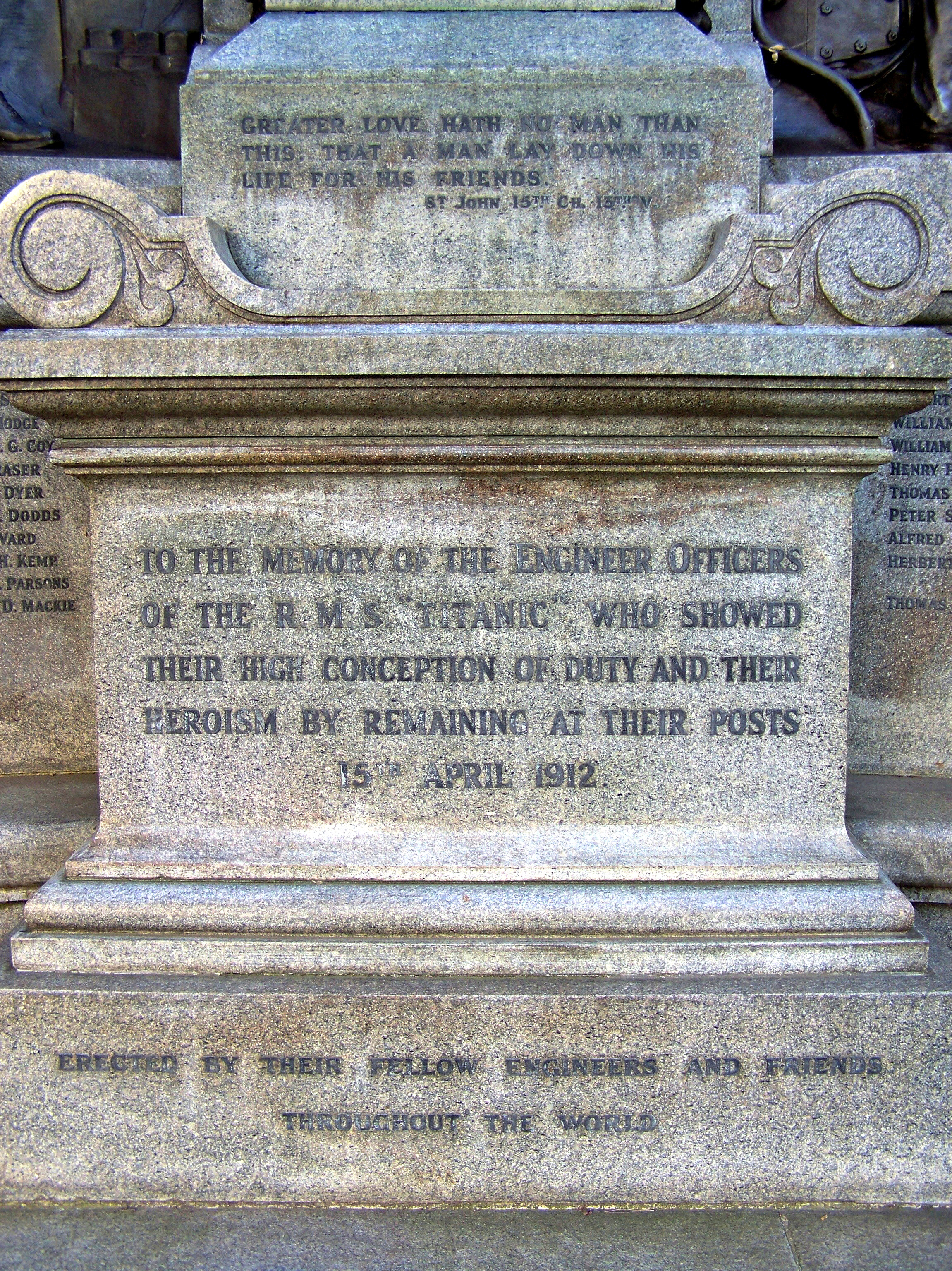
کتیبه یادبود مهندسین تایتانیک، ساوت‌همپتون
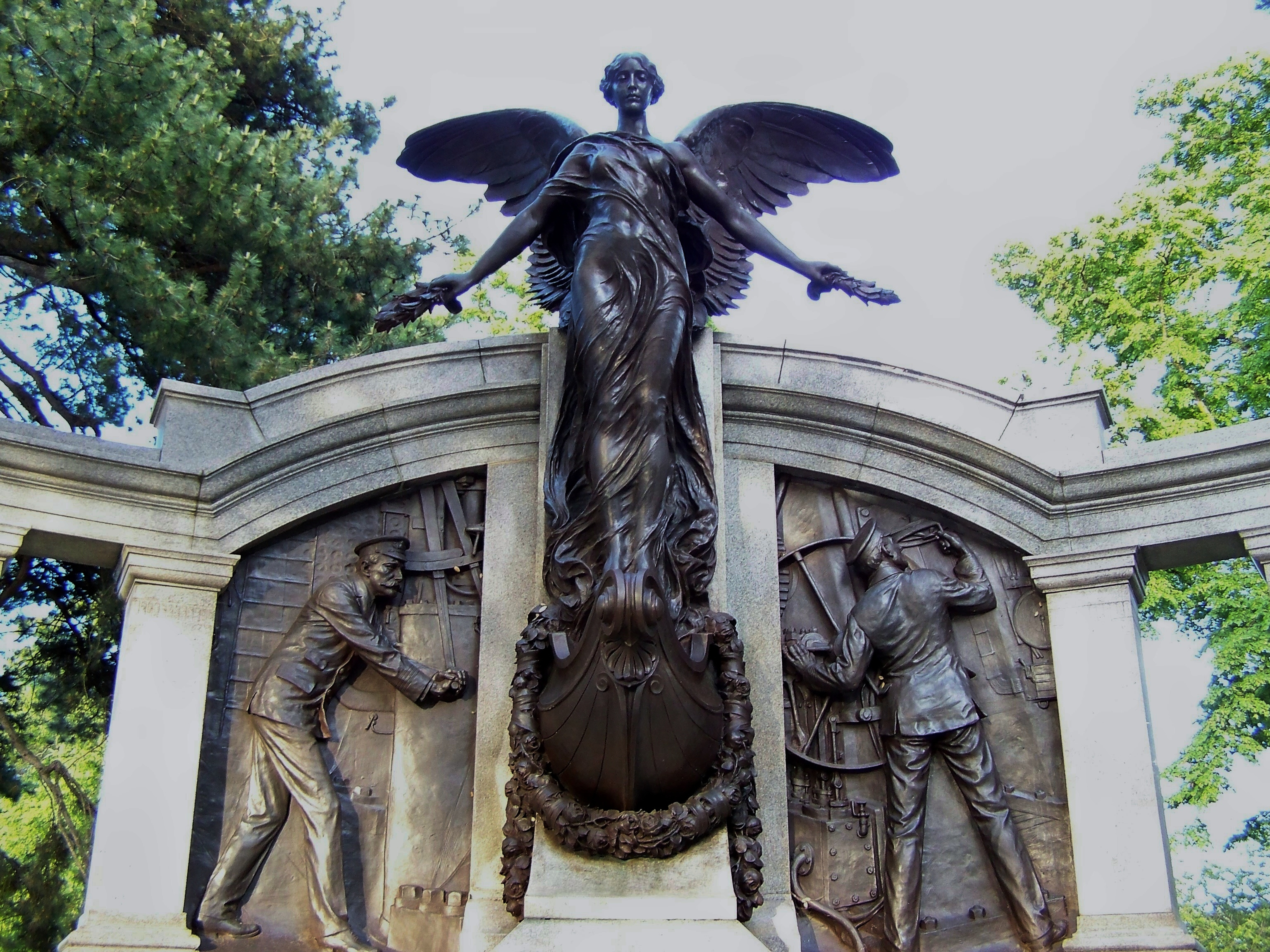
یادبود مهندسین تایتانیک، ساوت‌همپتون